# Andrew Dorff
Andrew Dorff (né le 16 décembre 1976 et décédé le 19 décembre 2016) est un auteur-compositeur-interprète américain.

## Biographie
En 2003, il quitte Los Angeles, où il vivait jusqu'alors, pour s'installer à Nashville, où il se consacre à l'écriture de chansons country. Durant sa carrière, il écrit plusieurs succès pour Blake Shelton, Kenny Chesney et Hunter Hayes. Son père est l'auteur-compositeur Steve Dorff et son frère l'acteur Stephen Dorff,. Il décède en 2016 à l'âge de 40 ans.